# 黑龙江碘泡虫
黑龙江碘泡虫（学名：Myxobolus amurensis）为碘泡科碘泡虫属的动物。分布于俄罗斯以及辽宁、湖南、四川、山东、黑龙江流域等，营寄生生活，寄生在鳃（鳙、泥鳅）、胆囊、肠（鳙）、肌肉（麦穗鱼）、肾（鲤）、鳍（镜鲤）。